# يوسف شتيروكي
يوسف شتيروكي (30 سبتمبر 1906 – 11 يناير 1985) لاعب كرة قدم تشيكوسلوفاكي راحل كان يجيد اللعب في خط الدفاع .
لعب طوال مسيرته الرياضية في أندية سلافيا براغ (1925-1928)، كلادنو (1928-1930) وسبارتا براغ (1930-1939).
مثل منتخب تشيكوسلوفاكيا 42 مباراة (1931-1938). شارك مع منتخب تشيكوسلوفاكيا في بطولة كأس العالم 1934 في إيطاليا حيث احتل المركز الثاني حيث لعب جميع المباريات الأربع.

## وصلات خارجية
- يوسف شتيروكي على موقع الاتحاد الدولي (مؤرشف)  (الإنجليزية)
- يوسف شتيروكي على موقع الاتحاد التشيكي (الإنجليزية)
- يوسف شتيروكي على موقع قاعدة بيانات كرة القدم.إي يو (الإنجليزية)
- يوسف شتيروكي على موقع ناشيونال فوتبول تيمز (الإنجليزية)

- سيرة ذاتية